# Dangerous Woman (singolo Ariana Grande)
Dangerous Woman è un singolo della cantante statunitense Ariana Grande, pubblicato l'11 marzo 2016 come primo estratto dall'album omonimo.
È stato candidato ai Grammy Awards 2017 nella categoria di miglior interpretazione pop solista.

## Descrizione
Dangerous Woman è stata composto da Johan Carlsson e Ross Golan e prodotta da Max Martin e Carlsson. Si tratta di un brano midtempo dalle sonorità pop con riff di chitarra influenzato dall'R&B, con sfumature rock.

## Promozione
Ariana Grande ha portato al debutto il brano il giorno seguente alla sua uscita al talk show Saturday Night Live insieme al brano Be Alright. L'ha riproposto anche il 7 aprile al T-Mobile Arena a Las Vegas insieme a Nicki Minaj e il 10 aprile agli MTV Video Music Awards. Per promuoverla all'estero ha fatto un viaggio in Giappone dove ha tenuto diversi concerti; tornata negli Stati Uniti, ha partecipato al Tonight Show, alla gala di Time, ai Radio Disney Music Awards e al Jimmy Kimmel Live!.

## Video musicale
La cantante ha pubblicato un'anteprima del video attraverso i social network il 26 e il 29 marzo 2016. Il video è stato successivamente reso disponibile attraverso Vevo nella notte del 31 marzo 2016. Diretto dalla casa di produzione The Young Astronauts, il video si apre con la cantante che è vista seduta su un divano guardando le telecamere. Sul resto del video, la cantante è ritratta che posa per la macchina fotografica, essendo circondata da vari tipi di luci che riflettono. Il video ha superato le 100 milioni di visualizzazioni il 18 maggio 2016, divenendo il decimo della cantante ad ottenere tale riconoscimento.

## Tracce
Testi e musiche di Johan Carlsson e Ross Golan.
1. Dangerous Woman – 3:55

## Successo commerciale
Dangerous Woman ha debuttato alla 10ª posizione della Billboard Hot 100 con 118 000 copie digitali vendute nella sua prima settimana ed è rimasto nella top 15 per sei settimane di fila. Dopo essere sceso alla 21ª posizione della Billboard Hot 100 il singolo, con l'uscita dell'album completo, ottiene un incremento nello streaming che lo porta ad ottenere un nuovo picco alla 8ª posizione della classifica statunitense nella sua decima settimana. A giugno 2020 è stato riportato che il brano è stato scaricato oltre 1,150 milioni di volte in download in suolo statunitense.

## Classifiche

### Classifiche settimanali
| Classifica (2016) | Posizione massima |
| ----------------- | ----------------- |
| Australia         | 18                |
| Austria           | 21                |
| Belgio (Fiandre)  | 31                |
| Belgio (Vallonia) | 33                |
| Canada            | 10                |
| Danimarca         | 31                |
| Francia           | 36                |
| Germania          | 30                |
| Irlanda           | 24                |
| Italia            | 19                |
| Libano            | 9                 |
| Norvegia          | 27                |
| Nuova Zelanda     | 16                |
| Paesi Bassi       | 21                |
| Polonia           | 59                |
| Portogallo        | 15                |
| Regno Unito       | 17                |
| Repubblica Ceca   | 15                |
| Slovacchia        | 17                |
| Spagna            | 11                |
| Stati Uniti       | 8                 |
| Svezia            | 30                |
| Svizzera          | 23                |
| Ungheria          | 17                |

### Classifiche di fine anno
| Classifica (2016) | Posizione |
| ----------------- | --------- |
| Australia         | 77        |
| Canada            | 41        |
| Italia            | 93        |
| Stati Uniti       | 36        |